# Dominga Neculmán
Dominga Neculmán Mariqueo (Padre Las Casas, Región de la Araucanía, 1937-2022) fue una maestra ceramista mapuche o wizüfe, declarada Tesoro Humano Vivo de Chile en 2011 por su dominio y divulgación de la técnica tradicional de alfarería mapuche.
Su trayectoria como cultora de este arte le permitió participar en muestras internacionales en China, Europa y los Estados Unidos. En 1986 fue galardonada con el premio Lorenzo Berg, que reconoce a los mejores exponentes de la artesanía nacional e internacional.
Participó como divulgadora del oficio de wizüfe y del idioma mapudungún en diferentes cátedras, talleres y establecimientos educacionales a lo largo de Chile. También dirigió la organización Futa Koyam para adultos mayores de su comunidad.
En 2022 fue declarada oficialmente hija ilustre de Padre Las Casas.

## Biografía
Nació en 1937 en la comunidad mapuche Juan Mariqueo, localidad de Roble Huacho en Padre Las Casas, IX Región de la Araucanía. Creció junto a su abuela y su madre, quienes se dedicaban al oficio de wizüfe o la creación de vasijas y cerámicas a base de arcilla.
Desde niña, Neculmán sintió un interés por aprender este oficio, pero su madre se negó a enseñarle argumentando que era un trabajo muy sacrificado y sucio. Así, Dominga aprendió técnicas de tejido en witral utilizando lana de oveja.
Tras la muerte de su madre a los 33 años, Neculmán retomó su interés por la alfarería y comenzó a perfeccionar su técnica junto a otros artesanos de la comunidad. En 1986, sus piezas de alfarería la llevaron a ser galardonada como mejor artesana nacional con el premio Lorenzo Berg.
Su dominio de la técnica tradicional mapuche, además de la variedad de diseño y calidad de sus obras, llamó la atención de investigadores y académicos, convirtiéndose en la principal referente de la cerámica mapuche a nivel internacional.
En 2011 fue reconocida como Tesoro Humano Vivo de Chile. Ese mismo año, los académicos del Departamento de Artes de la Universidad Católica de Temuco (UC Temuco), Lorena Villegas, Juana Pérez y Rodrigo Gallardo, publicaron la investigación “Dominga Neculmán: Arcilla tierra viva”,que recoge el trabajo y la técnica desarrollada por la artesana a lo largo de su vida.
Neculmán trabajó por la divulgación de su oficio, participando en la Cátedra de Cerámica Mapuche de la UC Temuco. También se dedicó a la preservación y difusión de la lengua mapuche, dictando clases en mapudungún en la carrera de Pedagogía Intercultural Bilingüe de la misma casa de estudios.
En marzo de 2022 fue declarada oficialmente hija ilustre de Padre Las Casas junto a la epewtufe Paula Painén (Tesoro Humano Vivo de Chile, 2010). Falleció el 5 de diciembre de ese mismo año, a los 87 años. Tras su muerte, la Delegación Presidencial Regional de La Araucanía decretó dos días de duelo regional.

## Legado en la alfarería ancestral mapuche
En el pueblo mapuche, el oficio de ceramista o wizüfe ha estado históricamente ligado a las mujeres. Los registros de esta técnica datan desde alrededor del año 500 d. C., en los primeros asentamientos en los valles del centro sur de Chile y parte del territorio que actualmente es Argentina.
La obra de Dominga Neculmán perpetúa técnicas desarrolladas por mujeres de las primeras comunidades, quienes se dedicaron a crear vasijas o metawe, que pueden sub categorizarse entre tres diseños principales: el ketrumetawe (o jarro pato), el metawe (o jarro simple con asa), y la challa (u olla con cuello estirado y dos asas como agarraderas).

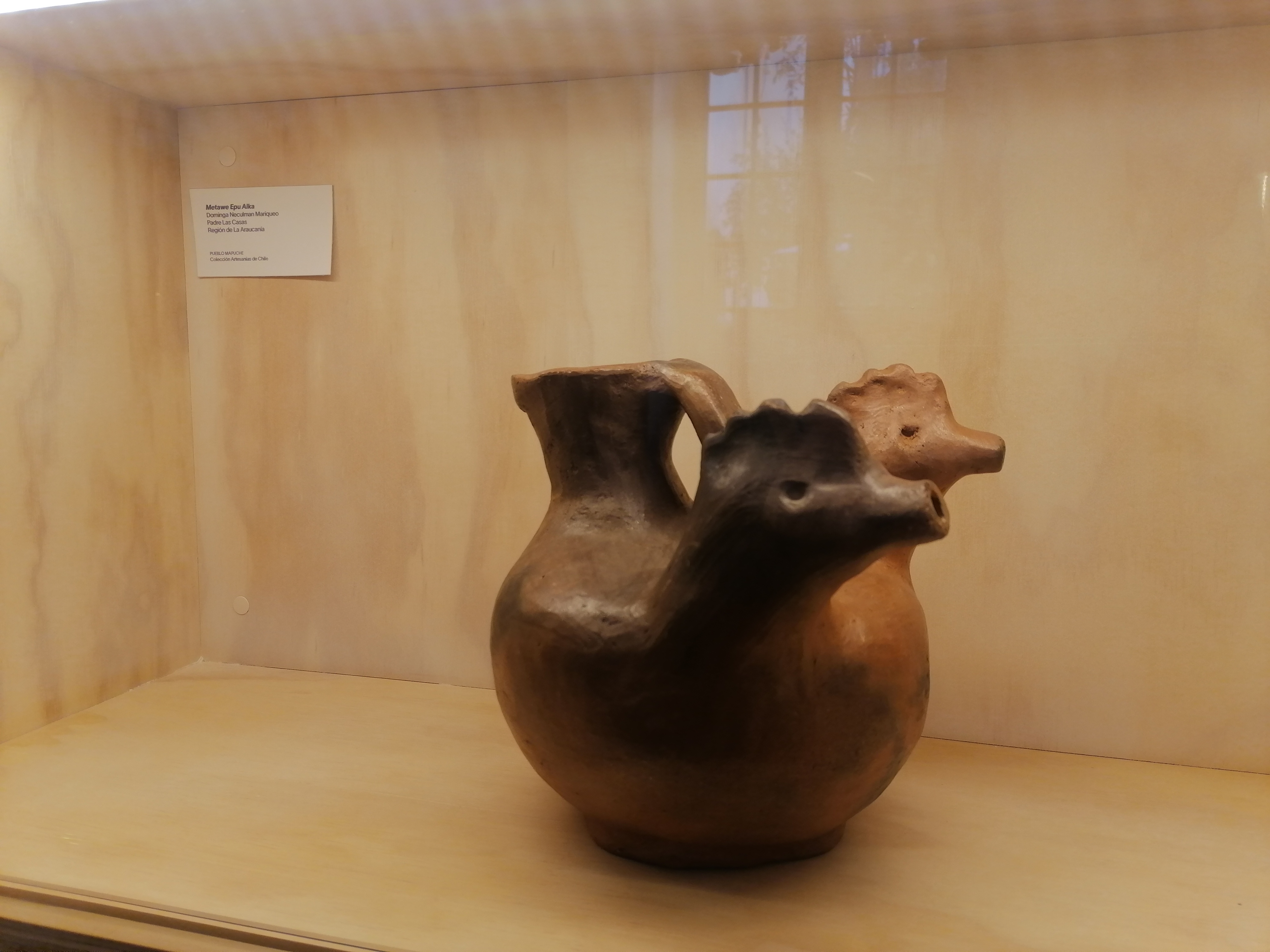
Metawe Epu Alka, pieza de alfarería mapuche hecha por Dominga Neculmán.

Según los relatos de Pascual Coña, en la sociedad mapuche las mujeres confeccionaban metawe para diversos usos: como recipiente para líquidos, contenedor de alimentos, y regalos para intercambiar en reuniones sociales. También eran usados en ceremonias religiosas y protocolos rituales propios de las ceremonias fúnebres.
La cerámica ancestral mapuche se distingue por representaciones zoomorfas. Entre las que se encuentra la gallina (o achawal), debido a que esta ave fue domesticada por los mapuches desde épocas prehispánicas. Actualmente, los metawe siguen siendo utilizado por las comunidades contemporáneas en ceremonias como el Ngillatún.

## Premios y reconocimientos
- Tesoro Humano Vivo de Chile (2011)
- Hija ilustre de Padre Las Casas (2022)

## Obras
- Villegas, Lorena; Pérez, Juana; Gallardo, Rodrigo (2011). Dominga Neculmán: Arcilla tierra viva. Temuco, Chile.
- Gedda, Juan Carlos (1998), Documental “Dominga Neculmán, alfarera mapuche”, Serie televisión Al Sur del Mundo.